# Таладига (Алабама)
Таладига (енгл. Talladega) град је у америчкој савезној држави Алабама. По попису становништва из 2010. у њему је живело 15.676 становника.

## Демографија
Према попису становништва из 2010. у граду је живело 15.676 становника, што је 533 (3,5%) становника више него 2000. године.
| Група             | 2000.         | 2010.         |
| Белци             | 8.460 (55,9%) | 7.287 (46,5%) |
| Афроамериканци    | 6.402 (42,3%) | 7.639 (48,7%) |
| Азијати           | 46 (0,3%)     | 75 (0,5%)     |
| Хиспаноамериканци | 136 (0,9%)    | 529 (3,4%)    |
| Укупно            | 15.143        | 15.676        |